# Sponningschaaf

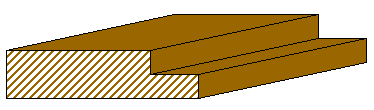
Een plank met rechts een sponning

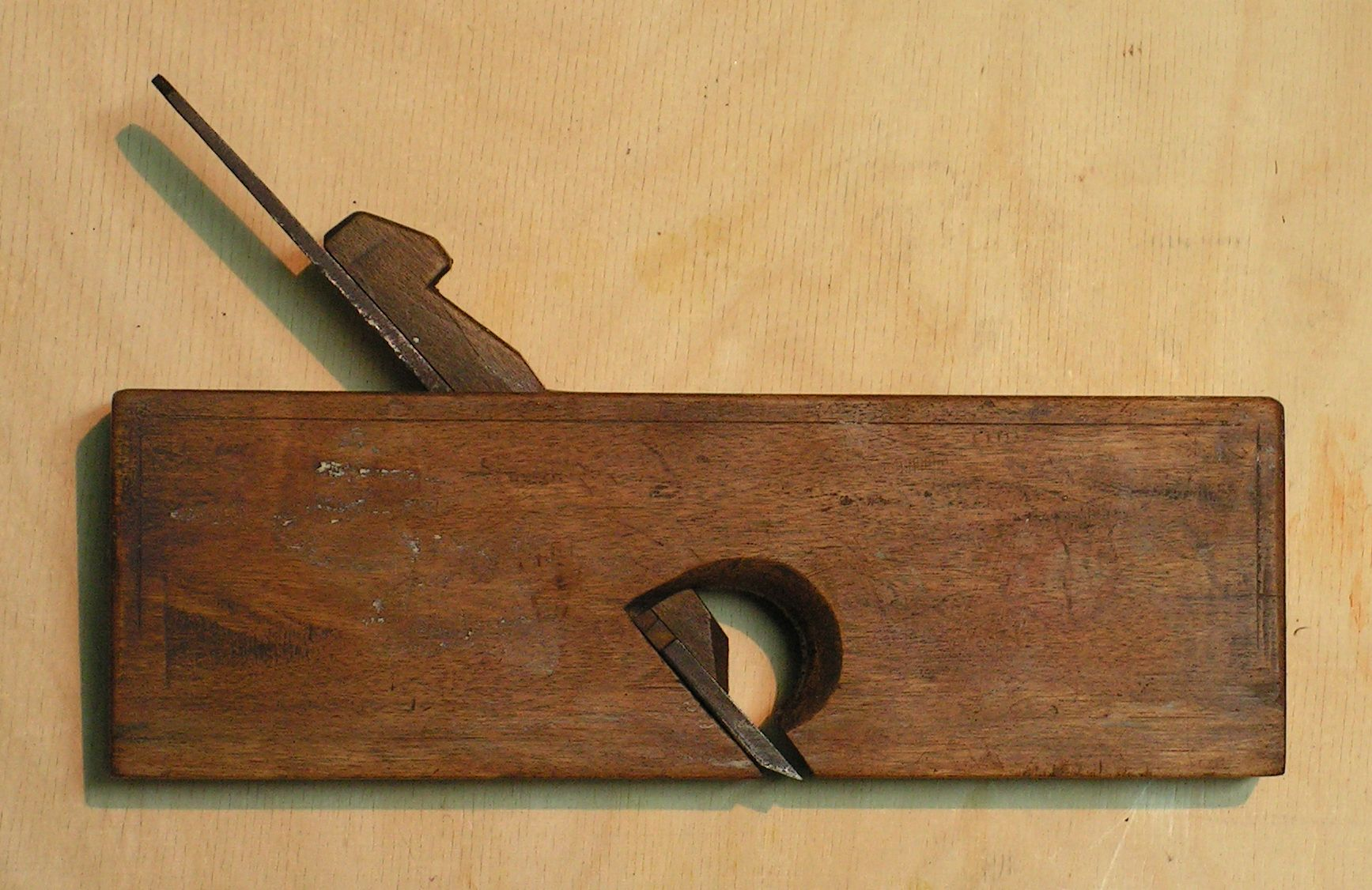
Een sponningschaaf

Een sponningschaaf is een smal type blokschaaf waarvan de beitel een haartje breder is dan het blok. Er kunnen sponningen mee worden geschaafd die tot diep in de hoek vlak en haaks zijn. Naast het  eenvoudige model, bestaan er nog wat varianten van de sponningschaaf, zoals  het zg. duplexmodel dat twee posities voor de beitel heeft, en een type waarvan de beitel twee haaks op elkaar staande snijvlakken heeft: een voor de onder- en een voor de zijkant van de sponning. Om de juiste afmeting van de sponning te verkrijgen zitten er op de schaaf twee instelbare aanslagen voor de diepte en de breedte. 
Sponningen vinden we in kozijnen om het glas in te plaatsen of een raam of deur in af te hangen. Ook in ramen zitten sponningen om het glas in te plaatsen. Tegenwoordig worden sponningen machinaal gemaakt, veelal in een timmerfabriek. Daar beschikken ze over een freesmachine of een machine met tot wel zeven schaafassen, waar het hout in één arbeidsgang volledig geprofileerd uit tevoorschijn komt. Sponningen kunnen ook ter plekke met een vlakbank worden gemaakt.